# William Edward de Winton
William Edward de Winton (* 6. September 1856 oder 1857 (A) in Carmarthenshire, Wales; † 30. August 1922) war ein britischer Zoologe und Tiersammler. Sein Forschungsschwerpunkt war die Mammalogie, daneben beschäftigte er sich mit der Avifauna.

## Leben
De Winton war der zweite Sohn von Captain Robert Henry de Winton. Er begann seine berufliche Laufbahn als Geschäftsmann in London, bevor er sich der Naturgeschichte widmete. 1893 wurde er Mitglied in der British Ornithologists’ Union und bald darauf im 1892 gegründeten British Ornithologists’ Club. Für die frühen Ausgaben des Bulletin of the Ornithologists’ Club veröffentlichte er mehrere Aufzeichnungen und kurze Aufsätze. 1899 wurde de Winton als Nachfolger von Howard Saunders zum ehrenamtlichen Schatzmeister und zum zweiten Sekretär des British Ornithologists’ Club gewählt. Dieses Amt hatte er bis 1904 inne.
Nachdem John Samuel Budgett (1872–1904) seinen Posten im Londoner Zoo aufgab, übernahm de Winton 1903 kurzfristig die kommissarische Leitung des Zoologischen Gartens in Regent’s Park. 1904 heiratete er Hon. Sibyl Laura Edwardes, die zweite Tochter von William Edwardes, 4. Baron Kensington. Aus dieser Ehe gingen drei Töchter und zwei Söhne hervor.
De Winton beschrieb mehrere Säugetierarten, darunter den Nordpudu, den Korsika-Hasen, die Somali-Rennmaus, Bocages Graumull, die De-Winton-Spitzmaus, die Chinesische Wasserspitzmaus, das Kintampo-Rotschenkelhörnchen und die Netzgiraffe. 1902 vervollständigte er das Werk Zoology of Egypt - Mammalia des im Jahr 1900 verstorbenen Zoologen John Anderson.

## Dedikationsnamen
1901 beschrieb Oldfield Thomas De Wintons Langohrfledermaus (Laephotis wintoni) und 1907 wurde De Wintons Goldmull (Cryptochloris wintoni) von Robert Broom nach de Winton benannt. Macronyx ameliae wintoni, eine Unterart des Rubinkehlpiepers aus Kenia und Tansania, deren Widmung irrtümlich William Edward de Winton zugeschrieben wurde, benannte Richard Bowdler Sharpe jedoch nach Francis Walter de Winton (1835–1901), einen der Direktoren der Imperial British East Africa Company.